# Brancoplia klapperichi
Brancoplia klapperichi är en skalbaggsart som beskrevs av Rudolph Petrovitz 1971. Brancoplia klapperichi ingår i släktet Brancoplia och familjen Rutelidae. Inga underarter finns listade.